# 1989 EE1
1989 EE1 är en asteroid i huvudbältet som upptäcktes den 8 mars 1989 av de båda japanska astronomerna Masaru Arai och Hiroshi Mori vid Yorii-observatoriet i Japan.
Asteroiden har en diameter på ungefär 5 kilometer.